# Běloruská řeckokatolická církev
Běloruská řeckokatolická církev je jednou z východních církví byzantského obřadu.

## Historie a současnost
Její původ sahá k Brestské unii z roku 1595. Území Běloruska od té doby patřilo k několika státům. V době, kdy území Běloruska bylo součástí Ruska, byla řeckokatolická církev na jeho území potlačována. Naposledy byla církev začleněna do Ruské pravoslavné církve po 2. světové válce a řeckokatolíci byli následně pronásledováni. Malé komunity řeckokatolíků se začaly vynořovat až po pádu Sovětského svazu a získání nezávislosti Běloruska. V roku 1993 byl za apoštolského vizitátora pro řeckokatolíky v Bělorusku jmenován Jan Sergiusz Gajek MIC. Na zač.r.2005 bylo v zemi 20 řeckokatolických farností, z toho 13 bylo úředně uznáno. V nich bylo asi 3.000 věřících a sloužilo 10 kněží. Komunity řeckokatolíků žijí i v diaspoře v zahraničí, například v Londýně a Chicagu.